# Sadiq Sanjrani
Sadiq Sanjrani (en  ourdou : صادق سنجرانی), né le 14 avril 1978 à Nok Kundi dans le Baloutchistan, est un homme politique pakistanais. Il devient le président du Sénat le 12 mars 2018 sur une étiquette indépendante, le premier de sa province. Il est réélu en mars 2021.

## Jeunesse et études
Sadiq Sanjrani est né le 14 avril 1978 à Nok Kundi, dans le district de Chagai, au nord-ouest de la province du Baloutchistan. Il fait ses études à l'université du Balouchistan où il obtient un master en arts. Son père Khan Mohammad Asif est un chef tribal et membre du conseil de son district natal. Par ailleurs, son frère a été conseiller dans un gouvernement local de la province, quand il était sous la direction de Sanaullah Zehri.

## Carrière politique

### Débuts

Composition du Sénat pour la législature 2018 - 2021.

À la suite des élections législatives de 2008, Sadiq Sanjrani est nommé au sein du cabinet du secrétariat du Premier ministre Youssouf Raza Gilani. Il est à la tête de la section chargée de recevoir des réclamations durant les cinq années que dure le gouvernement du Parti du peuple pakistanais. 

### Président du Sénat
Le 3 mars 2018, Sadiq Sanjrani est élu sénateur à l'occasion des élections partielles visant à remplacer la moitié des élus de la chambre haute, pour un mandat de six ans. Le 12 mars, il est élu président du Sénat après avoir reçu le soutien de tous les partis d'opposition, le candidat de la Ligue musulmane du Pakistan (N) au pouvoir étant ainsi mis en minorité. Il rassemble 57 votes sur 104 avec le soutien décisif du Parti du peuple pakistanais, qui prend la vice-présidence du Sénat. Il reçoit aussi le soutien du ministre en chef de la province du Baloutchistan Abdul Quddus Bizenjo. Sanjrani devient ainsi le premier président du Sénat issu de cette province.
Le 12 mars 2021, il est réélu président du Sénat avec 48 voix contre 42 pour le candidat commun de l'opposition Youssouf Raza Gilani peu après les élections sénatoriales. Il reçoit cette fois le soutien du gouvernement en place et les votes du Mouvement du Pakistan pour la justice. Malgré tout, cette victoire est une surprise alors que le candidat commun de l'opposition disposait d'une majorité absolue. Sept voix en faveur de Gilani ont en effet été invalidées pour vice de forme. 